# Дрохичин
Дрохичин (пољ. Drohiczyn) град је у Пољској у Војводству подласком. По подацима из 2012. године број становника у месту је био 2121.
.

## Становништво
| 2012. |
| ----- |
| 2.121 |